# Клаштерец на Орлици
Клаштерец на Орлици (чеш. Klášterec nad Orlicí) је насељено мјесто са административним статусом сеоске општине (чеш. obec) у округу Усти на Орлици, у Пардубичком крају, Чешка Република.

## Становништво
Према подацима о броју становника из 2014. године насеље је имало 888 становника.